# フリーア美術館
フリーア美術館（フリーアびじゅつかん、英語: Freer Gallery of Art）は、アメリカ合衆国首都ワシントンD.C.にある美術館の名称。首都中心部のナショナル・モールに沿って建てられており、スミソニアン協会が管理・運営するスミソニアン博物館群の一つである。隣接するアーサー・M・サックラー・ギャラリーと同様に、日本を含む中国やインドを中心としたアジアの古美術品が展示されている美術館である。

## 概要
開館時刻は午前10時から午後5時30分まで。クリスマスを除き年中無休で運営しており、入館は無料である。隣のアーサー・M・サックラー・ギャラリーとは地下階にある展示通路で両方の建物を行き来できるよう繋がっており、また両建造物における責任者、並びに学芸員も共通で運営されている。フリーア＆サックラー･ギャラリー等と統合して称されることもあり、特に公式サイトでは英語表記でFREER+SACKLER GALLERIES（後述、参考・外部リンクの公式サイト参照）等とされ、「FSG」と略称される。主に、中国の絵画、韓国の陶芸品及び陶器、日本の屏風などが観光客に人気のある展示品として挙げられる。

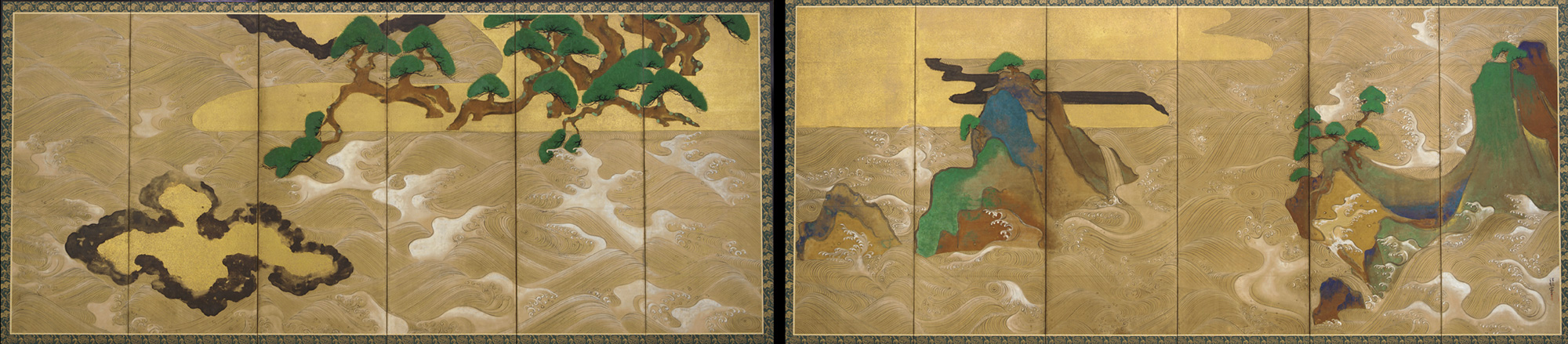
所蔵品の一つ、俵屋宗達筆、松島図屏風

館内のツアーや親子、団体向けのイベントなども館内学芸員によって常時行われている。また、館内には「ユージーン＆アグネス・Ｅ・メイヤー音楽堂（The Eugene and Agnes E. Meyer Auditorium）」という300席ほどの大ホールが設置されており、美術館のテーマであるアジアの歴史や伝統に則った映画、音楽会その他パフォーマンスなどの各イベントが催されている。入場にはチケットが必要であるが無料であり、また上映、開始のおよそ1時間ほど前に学芸員によって配布される。チケットやイベントに関しては付近のインフォメーションセンターまたは公式ページがより詳細である。
更に、ワシントンD.C.では4月中に「全米桜祭り」と称するイベントが行われている。これはワシントンD.C.に現在もタイダル・ベイスン周辺に咲き誇っている約3000本の桜の苗木を1912年に東京都が贈呈した出来事に基づいたもので、同美術館も展示室または音楽堂内で日本に関するイベントが多く行われる。とくに音楽堂内では「さくらまつり記念アニメマラソン」なる行事が催され、『となりのトトロ』（My Neighbor Totoro）や『アキラ』（AKIRA）というような日本発のアニメの上映も行われる。

## 沿革

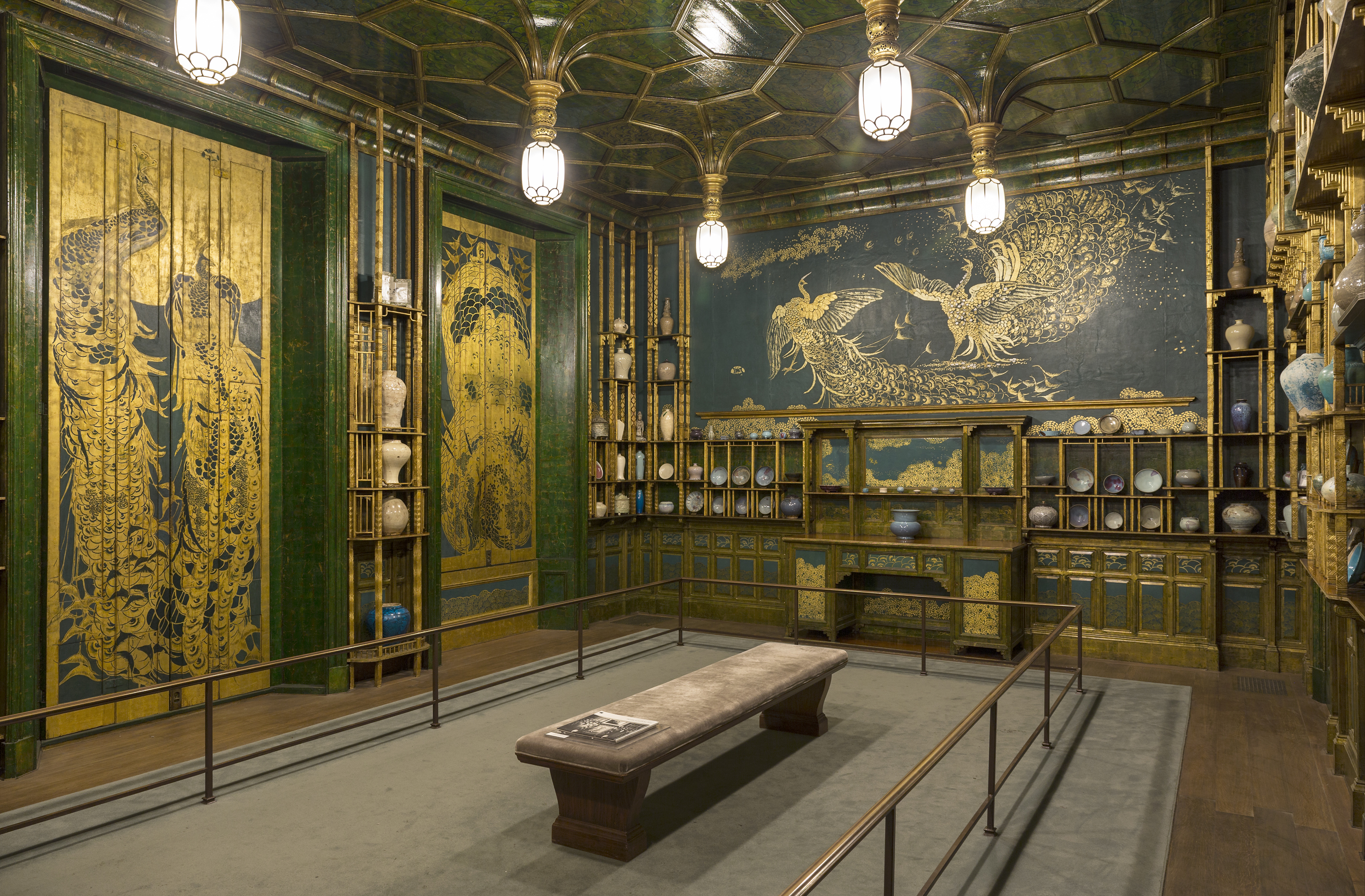
ピーコック・ルーム

デトロイトの実業家、チャールズ・ラング・フリーアにより設立。
アジア全域の美術品を収集し、同じ趣向の美術品を収集・所有していた芸術家・ジェームズ・マクニール・ホイッスラーとの賛同協力を得て、所有していた数々の美術品と資金をアメリカ連邦政府に出資し発足した。
美術館は建築家のチャールズ・プラットによる設計で、1923年に一般公開が始まった。発足時はスミソニアン博物館で唯一の専門美術館であったという。その後も所蔵展示する美術品の数が大幅に増え現在に至る。フリーアは連邦政府にコレクション（約9470点）を追贈する際の条件として、フリーア美術館以外での作品の展示や、反対に他からの展示目的での借用を禁止した。同様の制限は近年入手した作品でも適用され、美術館は現在もこの条件を守り続けている。ただし、アーサー・M・サックラー・ギャラリーとは、地下で連結されているため同じ館内であるという便宜的解釈が生まれ、フリーアコレクションのサックラー・ギャラリーでの展示は可能になった。
歴史的な展示品の一つとして、美術館の中に「PEACOCK ROOM（ピーコック・ルーム、孔雀の部屋）」と呼ばれる一角がある。これはホイッスラーがイギリスの富豪であったフレデリック・R・レイランドの食堂として使用されていた部屋を金色の孔雀の模様をベースにデザインしたものであり、1877年に完成した。その後フリーアが1904年にこの部屋を買い取り、展示室でもあるデトロイトにある自宅で保存していたが、1914年の没後はワシントンD.C.のフリーア美術館に移築された。

## ギャラリー

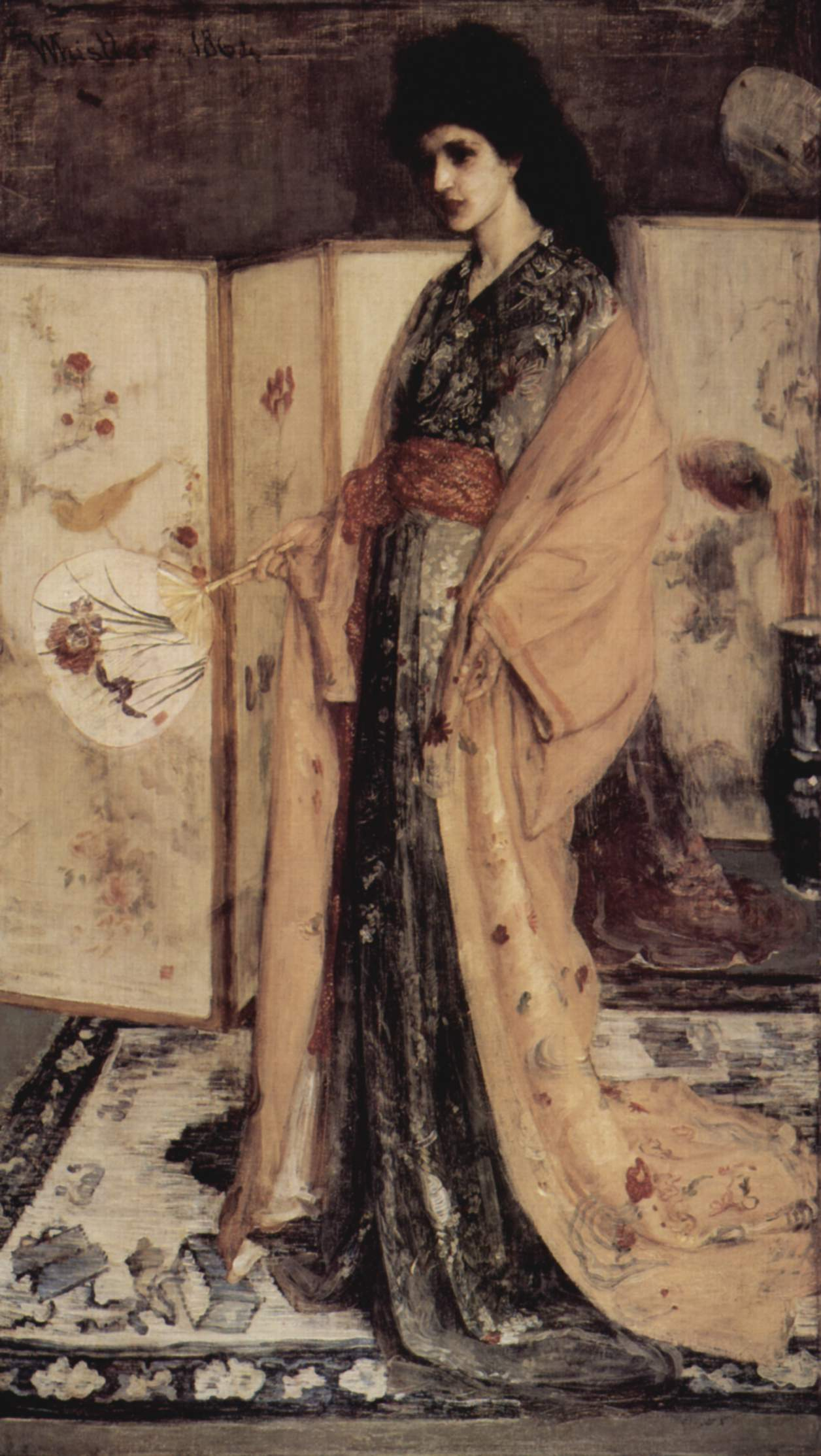
ピーコック・ルームに描かれている女性図。ホイッスラー作。
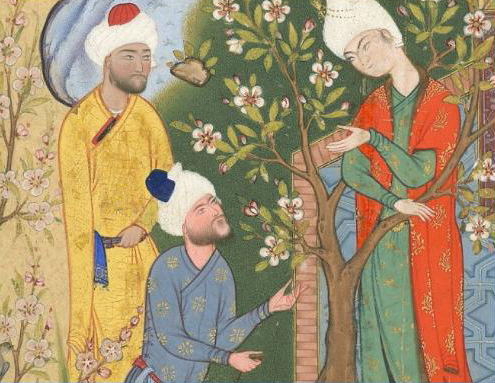
ペルシアの絵画。16世紀頃。
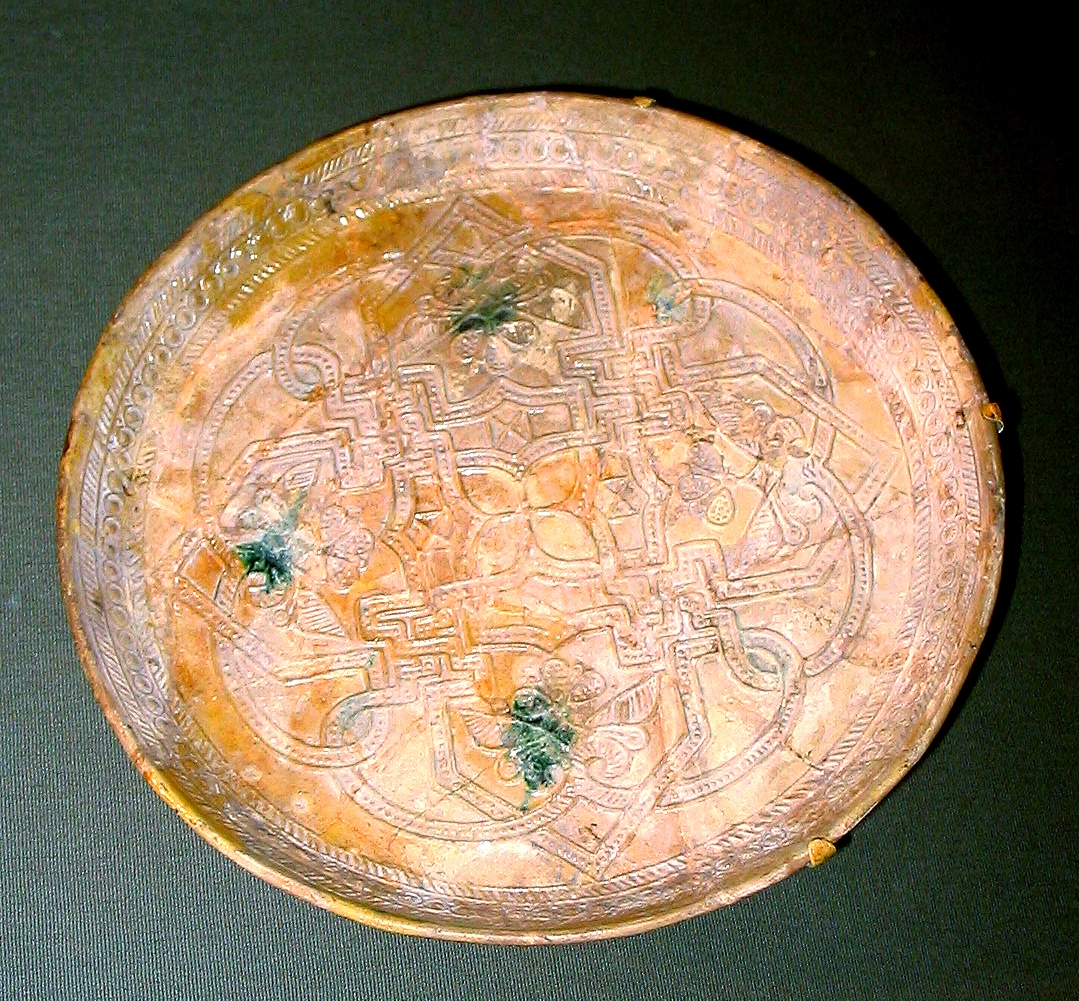
現在のイラク周辺で製造された皿。陶製、9世紀頃。
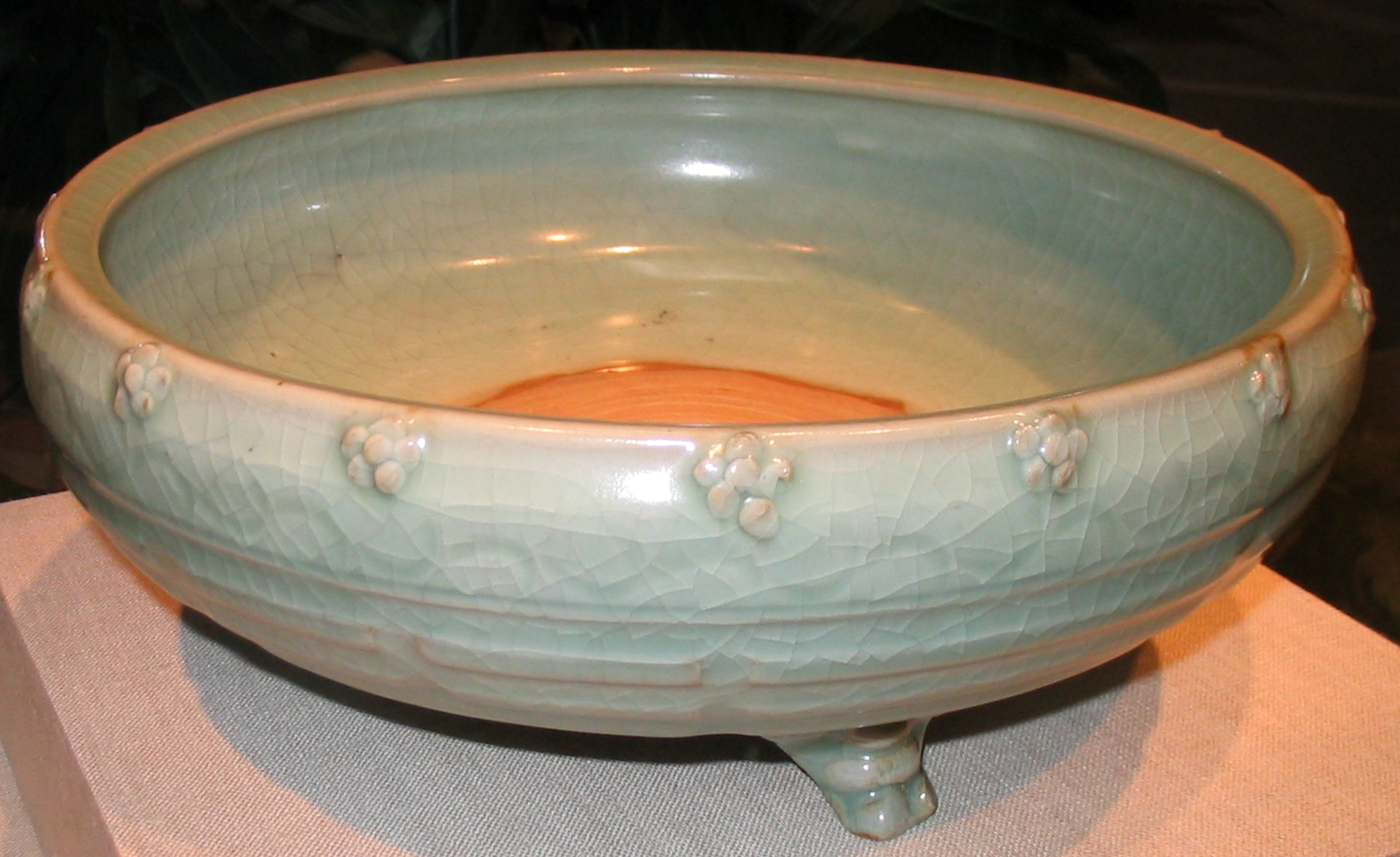
中国、陶器の器。15世紀頃、明時代の作品。
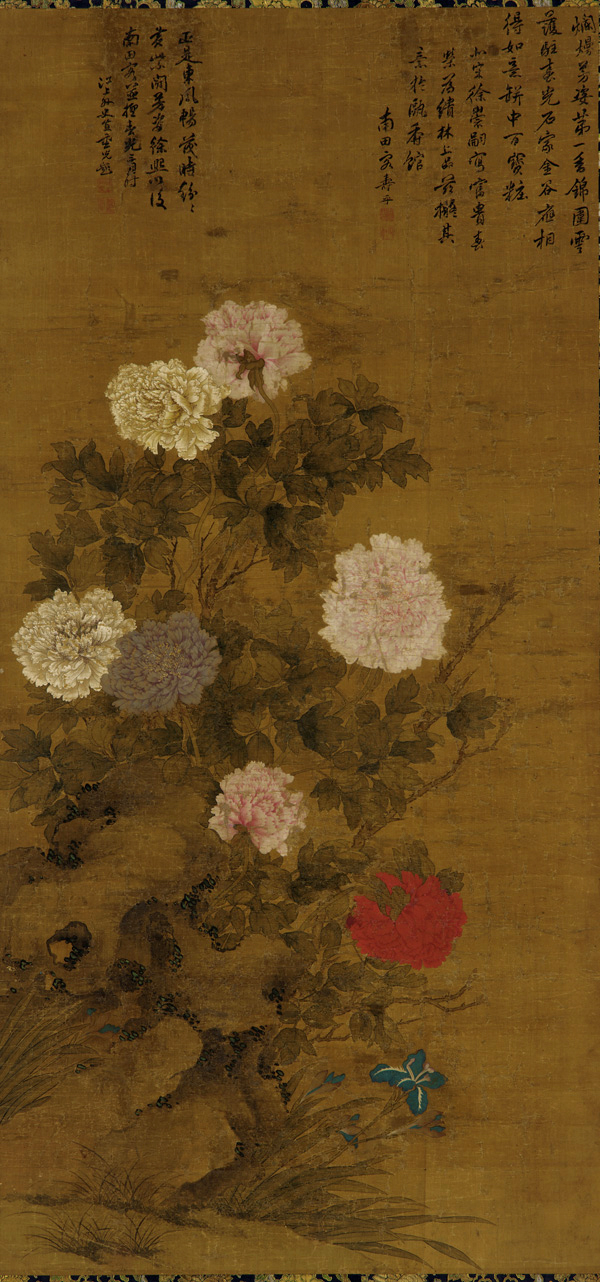
中国、芍薬の図。惲寿平作、17世紀頃、清時代の作品。
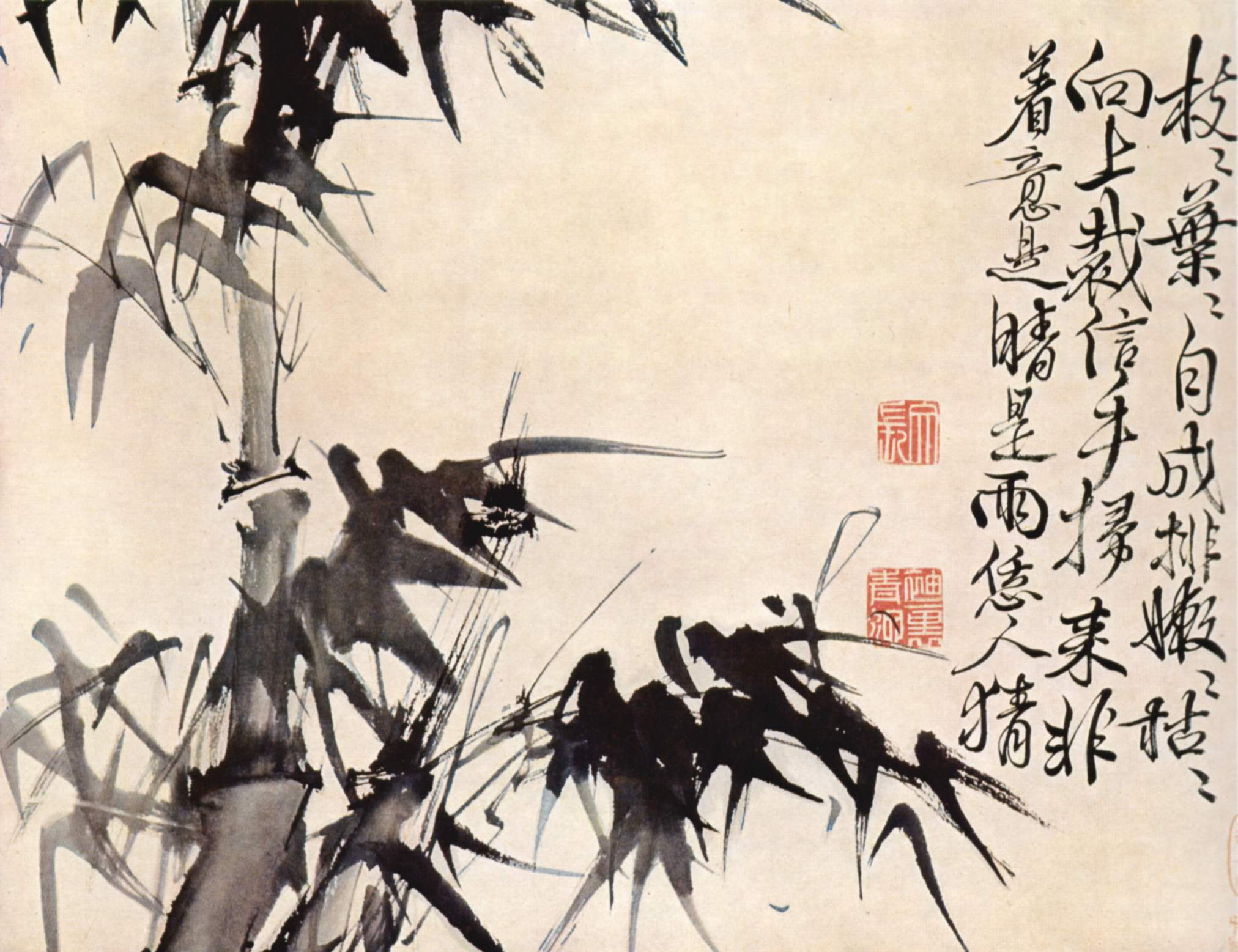
中国、竹の水墨画。徐渭作、16世紀、明時代の作品。
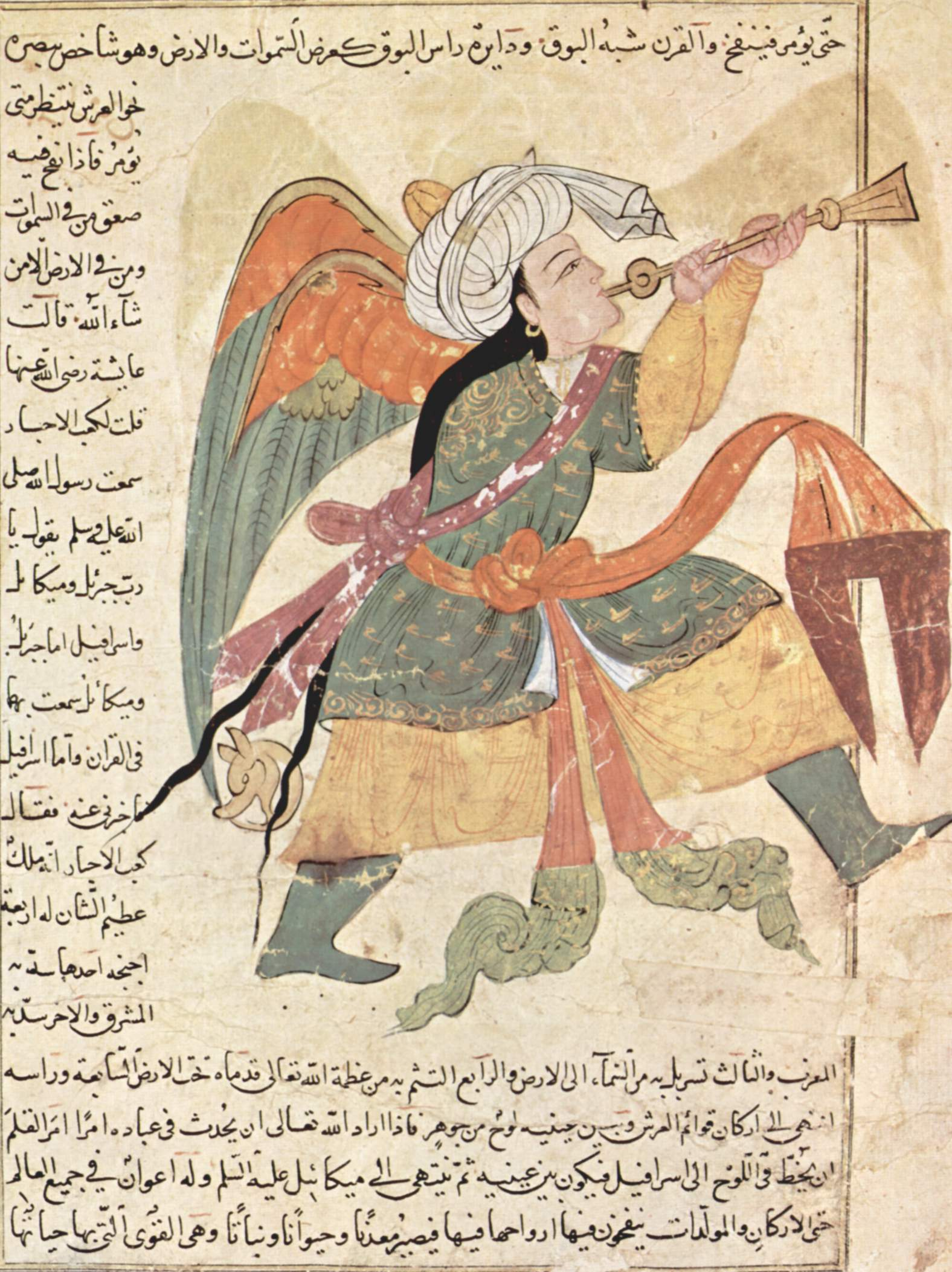
ペルシア（イラク）地方、最後の審判でラッパを吹く大天使イスラーフィール。アル・カズウィニ作。
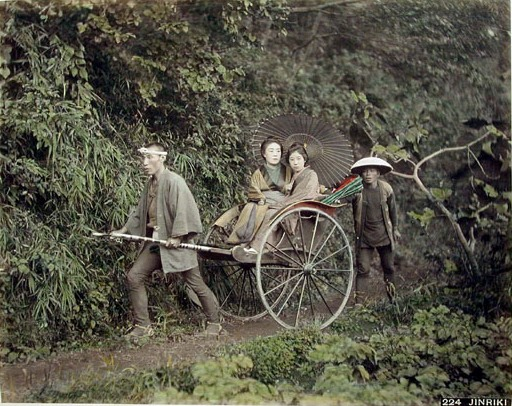
日本、人力車と芸妓。19世紀。写真は色づけされたもの、また美術館がアーカイブとして保存している物である。

## 関連文献
- 『フリーア美術館―アメリカが出会った日本美術の至宝』「別冊太陽 日本のこころ」平凡社、2018年
- 『北斎の肉筆』「スミソニアン協会フリーア美術館コレクション」青幻舎、2018年
- 中野明『日本美術の冒険者　チャールズ・ラング・フリーアの生涯』日本経済新聞出版、2021年
- ルイーズ・A・コート「フリーアと光悦」-『光悦─琳派の創始者』河野元昭編、宮帯出版社、2015年

## 参考・外部リンク
- フリーア･サックラー･ギャラリー公式サイト （英語） - 上記の概要・沿革の一部は公式サイトより参考。
- ウィキメディア・コモンズには、フリーア美術館に関するカテゴリがあります。